# 阿爾圖拉 (明尼蘇達州)
阿爾圖拉（英語：Altura，/ælˈtʊərə/ al-TOOR-ə）是一個位於美國明尼蘇達州威諾納縣的城市。

## 歷史
阿爾圖拉的郵局自1891年營運至今。此地得名自西班牙市鎮阿尔图拉。

## 人口
根據2020年美國人口普查的數據，阿爾圖拉的面積為7.71平方千米，皆為陸地。當地共有人口471人，而人口密度為每平方千米61人。